# Générale occidentale
La Générale occidentale est une ancienne entreprise française fondée en 1969 par l'homme d'affaires Jimmy Goldsmith. Elle a été revendue en 1987 à la Compagnie générale d'électricité, puis devient le pôle multimédia du groupe Alcatel, puis elle est absorbée par le groupe Havas en 1995.

## Historique
Créée en 1969 par Jimmy Goldsmith, l'entreprise est rapidement amenée à chapeauter un grand nombre de sociétés. En 1973, elle prend le contrôle de la Générale alimentaire, et de ses marques Amora, Vandamme, Carambar, La Pie qui Chante et Francorusse.
En 1979, elle rachète à Clin-Midy le chocolat Poulain et la SEGMA (Société d'exploitation des grandes marques alimentaires) avec sa marque Maille.
Mais un an plus tard, toute la branche alimentaire de la Générale occidentale est cédée au groupe BSN (qui deviendra Danone en 1994).
Parallèlement, le groupe s'était renforcé dans la presse, avec la prise de contrôle en 1977 de L'Express, et en 1986, des Presses de la Cité.
En 1987, Jimmy Goldsmith cède ses parts à la Compagnie générale d'électricité (CGE). 
Gilberte Beaux, la directrice financière de Jimmy Goldsmith, fut, jusqu'en 1991, la directrice générale de la Générale occidentale. La Générale occidentale ne subsiste pas au sein de la CGE, ses activités étant éparpillées entre différentes branches. Françoise Sampermans dirige la GO de 1991 à 1995. En 1993, Générale occidentale finalise l'acquisition de Courrier international.
En octobre 1995, la Générale occidentale apporte à CEP Communication, en échange d'une part dans son capital, l'ensemble de ses participations dans l'édition (50 % de Hoche-Friedland, qui contrôle le Groupe de la Cité) ainsi que son pôle presse (L'Express, Le Point, Courrier international, Le Vif/L'Express, Lire, Gault et Millau), 
Puis en 1997, la Générale occidentale cède à Havas l'ensemble de sa participation dans CEP Communication (29,3 %). En contrepartie, Alcatel-Alsthom entre au capital d'Havas à hauteur de 21,2 %.